# تصفيات كأس العالم 2018 – آسيا الجولة الأولى
الجولة الأولى من مباريات الاتحاد الآسيوي لكرة القدم لتصفيات كأس العالم 2018 (وتصفيات كأس آسيا 2019) لعبت من 12 إلى 23 مارس 2015.

## النظام
لعب ما مجموعة 12 فريقاً (الفرق المرتبة 35–46 في قائمة المشتركين للاتحاد الآسيوي لكرة القدم) ذهاباً وإياباً على امتداد مباراتين. تقدم الفائزون الستة إلى الجولة الثانية.

## التصنيف
عقدت قرعة الجولة الأولى في 10 فبراير 2015، الساعة 15:30 ت م م (ت ع م+8)، في بيت الاتحاد الآسيوي لكرة القدم في كوالالمبور، ماليزيا.
يستند التصنيف إلى تصنيف فيفا العالمي ليناير 2015 (كما هو موضح بين قوسين أدناه). صنفت الفرق الـ12 إلى وعاءين:
- احتوى الوعاء أ على الفرق المرتبة 1–6 (أي 35–40 في قائمة المشتركين للاتحاد اللآسيوي لكرة القدم).
- احتوى الوعاء ب على الفرق المرتبة 7–12 (أي 41–46 في قائمة المشتركين للاتحاد اللآسيوي لكرة القدم).

تضمنت كل مواجهة فريقاً من الوعاء أ وفريق من الوعاء ب، مع استضافة الفريق من الوعاء أ المباراة الأولى.
ملاحظة: تأهلت الفرق الغامقة إلى الجولة الثانية.
| الوعاء أ | الوعاء ب                                                                                       |
| --- | ---------------------------------------------------------------------------------------------- |
| 1. الهند (171) 2. سريلانكا (172) 3. اليمن (176) 4. كمبوديا (179) 5. تايبيه الصينية (182) 6. تيمور الشرقية (185) | 1. نيبال (186) 2. ماكاو (186) 3. باكستان (188) 4. منغوليا (194) 5. بروناي (198) 6. بوتان (209) |

## الملخص
| الفريق الأول   | إجم. | الفريق الثاني | مباراة الذهاب | مباراة الإياب |
| -------------- | ---- | ------------- | ------------- | ------------- |
| الهند          | 2–0  | نيبال         | 2–0           | 0–0           |
| اليمن          | 3–1  | باكستان       | 3–1           | 0–0           |
| تيمور الشرقية  | 0–6  | منغوليا       | 0–3           | 0–3           |
| كمبوديا        | 4–1  | ماكاو         | 3–0           | 1–1           |
| تايبيه الصينية | 2–1  | بروناي        | 0–1           | 2–0           |
| سريلانكا       | 1–3  | بوتان         | 0–1           | 1–2           |

ملاحظات
1. 1 2 3  فازت تيمور الشرقية في مباراة الذهاب 4–1 ومباراة الإياب 1–0، وبالتالي فازت 5-1 في مجموع المباراتين وتقدمت إلى الجولة الثانية. في 12 ديسمبر 2017 منح الفيفا كلا المبارتين 3–0 لمنغوليا بسبب إيفاد تيمور الشرقية العديد من اللاعبين غير المؤهلين. بيد أن هذا حدث بعد فترة طويلة من انتهاء الجولة الثانية، مما أدى إلى تقدم تيمور الشرقية وعدم إعادة منغوليا.

## المباريات
| الهند           | 2–0                      | نيبال |
| --------------- | ------------------------ | ----- |
| تشيتري 53'، 70' | تقرير (FIFA) تقرير (AFC) |       |

| نيبال | 0–0                      | الهند |
| ----- | ------------------------ | ----- |
|       | تقرير (FIFA) تقرير (AFC) |       |

فازت الهند 2–0 بالإجمالي وتقدمت إلى الجولة الثانية.
| اليمن                              | 3–1                      | باكستان         |
| ---------------------------------- | ------------------------ | --------------- |
| المطري 3' · بقشان 56' · الصاصي 69' | تقرير (FIFA) تقرير (AFC) | بشير 67' (ركل.) |

| باكستان | 0–0                      | اليمن |
| ------- | ------------------------ | ----- |
|         | تقرير (FIFA) تقرير (AFC) |       |

فاز اليمن 3–1 بالإجمالي وتقدم إلى الجولة الثانية.
| تيمور الشرقية                         | 0–3 منحت                 | منغوليا       |
| ------------------------------------- | ------------------------ | ------------- |
| كيتو 4'، 7' · ر. سيلفا 84' · نيتو 85' | تقرير (FIFA) تقرير (AFC) | باتمونخين 87' |

| منغوليا | 3–0 منحت                 | تيمور الشرقية |
| ------- | ------------------------ | ------------- |
|         | تقرير (FIFA) تقرير (AFC) | باتريك 9'     |

فازت تيمور الشرقية في مباراة الذهاب 4–1 ومباراة الإياب 1–0، وبالتالي فازت 5-1 في مجموع المباراتين وتقدمت إلى الجولة الثانية. في 12 ديسمبر 2017 منح الفيفا كلا المبارتين 3–0 لمنغوليا بسبب إيفاد تيمور الشرقية العديد من اللاعبين غير المؤهلين. بيد أن هذا حدث بعد فترة طويلة من انتهاء الجولة الثانية، مما أدى إلى تقدم تيمور الشرقية وعدم إعادة منغوليا
| كمبوديا                            | 3–0                      | ماكاو |
| ---------------------------------- | ------------------------ | ----- |
| فاتاناكا 63'، 80' · لابورافي 90+4' | تقرير (FIFA) تقرير (AFC) |       |

| ماكاو                    | 1–1                      | كمبوديا |
| ------------------------ | ------------------------ | ------- |
| ليونغ كا هانغ 52' (ركل.) | تقرير (FIFA) تقرير (AFC) | بين 29' |

فازت كمبوديا 4–1 بالإجمالي وتقدمت إلى الجولة الثانية.
| تايبيه الصينية | 0–1                      | بروناي  |
| -------------- | ------------------------ | ------- |
|                | تقرير (FIFA) تقرير (AFC) | أدي 36' |

| بروناي | 0–2                      | تايبيه الصينية                |
| ------ | ------------------------ | ----------------------------- |
|        | تقرير (FIFA) تقرير (AFC) | وانغ روي 37' · تشون إن-لي 52' |

فازت تايبيه الصينية 2–1 بالإجمالي وتقدمت الجولة الثانية.
| سريلانكا | 0–1                      | بوتان        |
| -------- | ------------------------ | ------------ |
|          | تقرير (FIFA) تقرير (AFC) | ت. دورجي 82' |

| بوتان              | 2–1                      | سريلانكا    |
| ------------------ | ------------------------ | ----------- |
| ت. غيلتشين 6'، 90' | تقرير (FIFA) تقرير (AFC) | مادوشان 34' |

فازت بوتان 3–1 بالإجمالي وتقدمت إلى الجولة الثانية.

## مسجلو الأهداف
لقد تم تسجيل 24 هدفاً في 12 مباراة، بمعدل 2 هدف لكل مباراة.
هدفين
- تشينتشو غيلتشين
- تشان فاتاناكا
- سونيل تشيتري
- تشيكيتو دو كارمو

هدف واحد
- تشيرينغ دورجي
- أدي سعيد
- كون لابورافي
- تييري بن
- تشو إن-لي
- وانغ روي
- ليونغ كا هانغ
- باتمونخين إرخمبايار
- حسن بشير
- سوباش مادوشان
- باتريك فابيانو
- جايرو نيتو
- رودريغو سيلفا
- عبد الواسع المطري
- علاء الصاصي
- محمد بقشان

## روابط خارجية
- الموقع الرسمي

  - Qualifiers – Asia: Round 1, FIFA.com
- FIFA World Cup, the-AFC.com
- الموقع الرسمي
, the-AFC.com